# Ogut
Ogut es un pueblo ubicado en el municipio de Kriva Palanka, en Macedonia del Norte.

## Superficie
Posee una superficie de 20,23 kilómetros cuadrados.

## Demografía
Hasta 2021 la población era de 46 habitantes, con una densidad de población de 2,274 habitantes por kilómetro cuadrado.